# Flaminia Festuccia
Flaminia Festuccia (Roma, 30 ottobre 1985) è una giornalista italiana.

## Biografia
Inizia occupandosi di cinema per il mensile Ciak e come inviata a numerosi festival internazionali per varie testate. Collabora con il Sole 24 Ore e la Repubblica. Editorialista di politica ed economia italiana e internazionale per Terza Repubblica, con articoli di politica ed economia italiana e internazionale. Vicedirettrice della rivista culturale Terza Pagina. Blogger dal 2017.

## Opere
- Do re mi fa sol tabù. La censura musicale in Italia dal Dopoguerra a Morgan, Roma, Edizioni Sovera, 2010, ISBN 978-88-8124-913-8
- Flaminia Festuccia e Enrico Cisnetto, Perché sì al nucleare, Roma, Armando Editore, 2010, ISBN 978-88-6081-676-4
- Flaminia Festuccia e Fulco Pratesi, Perché no al nucleare, Roma, Armando Editore, 2010, ISBN 978-88-6081-678-8
- L'oggettività dell'informazione. Tra mito professionale e ideale regolativo, Roma, 2010, Armando Editore, collana “Comunicazione e mass-media”, ISBN 978-88-6081-713-6
- L'altra metà del Cda. Sfide, avventure e successi delle donne manager in Italia, Roma, LUISS University Press, 2013, ISBN 978-88-6105-160-7
- P.O.W. Lontani dalla patria e dal fronte. Dieci italiani prigionieri alle pendici dell'Himalaya, Roma, Edizioni Sovera, 2014, ISBN  978-8866522003

| Controllo di autorità | VIAF (EN) 159972546 · ISNI (EN) 0000 0001 0732 4276 · SBN MODV643660 · LCCN (EN) no2010185761 · GND (DE) 142814210 |